# Pécsdevecser
Pécsdevecser è un comune dell'Ungheria di 114 abitanti (dati 2008) situato nella contea di Baranya, regione Transdanubio Meridionale